# Набієв Гаджі Камілович
Гаджі Камілович Набієв (рос. Гаджи Камилович Набиев; нар. 5 червня 1995, Ботліх, Ботліхський район, Дагестан) — російський борець вільного стилю, бронзовий призер чемпіонату світу. Майстер спорту міжнародного класу з вільної боротьби.

## Життєпис
Боротьбою почав займатися з 2007 року. У 2015 році став чемпіоном чемпіонату світу серед юніорів. У 2018 році здобув срібну медаль чемпіонату світу серед молоді.
Виступав за спортивне товариство «Динамо» Махачкала. Тренер — Алі Алієв (з 2012).
Випускник факультету фізкультури і спорту Дагестанського державного педагогічного університету.

## Спортивні результати на міжнародних змаганнях

### Виступи на Чемпіонатах світу
| Змагання                        | Збірна | Вагова категорія          | Місце  |
| ------------------------------- | ------ | ------------------------- | ------ |
| Чемпіонат світу з боротьби 2019 | Росія  | вільна боротьба, до 79 кг | Бронза |

### Виступи на інших змаганнях
| Змагання                                   | Збірна | Вагова категорія                 | Місце  |
| ------------------------------------------ | ------ | -------------------------------- | ------ |
| Інтерконтинентальний кубок з боротьби 2014 | Росія  | вільна боротьба, до 74 кг        | 8      |
| Кубок Рамзана Кадирова 2015                | Росія  | вільна боротьба, до 74 кг        | Бронза |
| Гран-прі «Іван Яригін» 2016                | Росія  | вільна боротьба, до 74 кг        | 12     |
| Інтерконтинентальний кубок з боротьби 2016 | Росія  | вільна боротьба, до 74 кг        | Золото |
| Кубок Алроси 2016                          | Росія  | команда                          | Золото |
| Гран-прі «Іван Яригін» 2017                | Росія  | вільна боротьба, до 74 кг        | 7      |
| Чемпіонат Росії з боротьби 2017            | Росія  | вільна боротьба, до 74 кг        | Срібло |
| Турнір Алі Алієва 2017                     | Росія  | вільна боротьба, до 74 кг        | Бронза |
| Кубок Ахмата Кадирова 2017                 | Росія  | вільна боротьба, до Teamevent кг | Бронза |
| Інтерконтинентальний кубок з боротьби 2017 | Росія  | вільна боротьба, до 74 кг        | Бронза |
| Турнір Алі Алієва 2018                     | Росія  | вільна боротьба, до 79 кг        | 5      |
| Чемпіонат Росії з боротьби 2018            | Росія  | вільна боротьба, до 79 кг        | Бронза |
| Турнір Олександра Медведя 2018             | Росія  | вільна боротьба, до 79 кг        | Бронза |
| Турнір Аланії з боротьби 2018              | Росія  | вільна боротьба, до 79 кг        | Золото |
| Чемпіонат Росії з боротьби 2019            | Росія  | вільна боротьба, до 79 кг        | Золото |
| Меморіал Вацлава Циолковського 2019        | Росія  | вільна боротьба, до 79 кг        | Золото |
| Гран-прі «Іван Яригін» 2020                | Росія  | вільна боротьба, до 79 кг        | 15     |
| Чемпіонат Росії з боротьби 2020            | Росія  | вільна боротьба, до 79 кг        | Бронза |
| Чемпіонат Росії з боротьби 2021            | Росія  | вільна боротьба, до 79 кг        | Бронза |
| Турнір Алі Алієва 2021                     | Росія  | вільна боротьба, до 86 кг        | 18     |
| Гран-прі «Іван Яригін» 2022                | Росія  | вільна боротьба, до 79 кг        | Бронза |

### Виступи на змаганнях молодших вікових груп
| Змагання                                       | Збірна | Вагова категорія          | Місце  |
| ---------------------------------------------- | ------ | ------------------------- | ------ |
| Чемпіонат Європи з боротьби серед юніорів 2014 | Росія  | вільна боротьба, до 74 кг | 17     |
| Чемпіонат світу з боротьби серед юніорів 2015  | Росія  | вільна боротьба, до 74 кг | Золото |
| Чемпіонат світу з боротьби серед молоді 2018   | Росія  | вільна боротьба, до 79 кг | Срібло |